# USS Duncan (DD-46)
USS Duncan (DD-46) – amerykański niszczyciel typu Cassin. Jego patronem był Silas Duncan.
Zwodowano go 5 kwietnia 1913 w stoczni Fore River Shipbuilding Company w Quincy (Massachusetts), matką chrzestną była pani Clark. Jednostka weszła do służby w US Navy 30 sierpnia 1913, jej pierwszym dowódcą był Lieutenant Commander C. E. Courtney.
Okręt był w służbie w czasie I wojny światowej. Działał jako jednostka eskortowa na wodach amerykańskich i europejskich.
Po spędzeniu pięciu miesięcy w pobliżu Wschodniego Wybrzeża USA i na wodach karaibskich okręt 31 maja 1919 został zakotwiczony w Norfolk. Przeniesiony do zredukowanej służby 1 stycznia 1920, umieszczony w rezerwie 1 sierpnia, przydzielony do operowania z połową załogi 1 stycznia 1921. Wycofany ze służby 9 sierpnia 1921. Złomowany 8 marca 1935 zgodnie z londyńskim traktatem morskim.